# Liste der Kulturdenkmale in Kindelbrück
In der Liste der Kulturdenkmale in Kindelbrück sind alle Kulturdenkmale der thüringischen Landgemeinde Kindelbrück (Landkreis Sömmerda) und ihrer Ortsteile aufgelistet (Stand: 2006).

## Bilzingsleben
Einzeldenkmale
| Bild                           | Bezeichnung | Lage                         | Datierung | Beschreibung | ID |
| ------------------------------ | --- | ---------------------------- | --------- | ------------ | -- |
| weitere Bilder Fotos hochladen | Kirche St. Wigberti mit Ausstattung und Friedhof mit Kriegerdenkmal, Ummauerung, Einfriedung und gepflastertem Fußweg | Am Schulplatz (Karte)        |           |              |    |
| BW                             | Wohnhaus | Juri-Gagarin-Ring 10 (Karte) |           |              |    |
| BW                             | ehem. Apeltsches Gut                                                                                                  | Juri-Gagarin-Ring 19 (Karte) |           |              |    |
| BW                             | Hofanlage | Straße der DSF 18 (Karte)    |           |              |    |
| BW                             | Gehöft | Zum Pförtchen 9 (Karte)      |           |              |    |
| BW                             | Zweibogige Natursteinbrücke über die Wipper bei Bilzingsleben, Richtung Düppel                                        | (Karte)                      |           |              |    |

Bodendenkmal
| Bild                           | Bezeichnung | Lage          | Datierung | Beschreibung | ID |
| ------------------------------ | ----------- | ------------- | --------- | ------------ | -- |
| weitere Bilder Fotos hochladen | Kultstein   | Anger (Karte) |           |              |    |

## Frömmstedt
Einzeldenkmale
| Bild                                    | Bezeichnung                                                        | Lage                                 | Datierung | Beschreibung | ID |
| --------------------------------------- | ------------------------------------------------------------------ | ------------------------------------ | --------- | ------------ | -- |
| weitere Bilder Fotos hochladen          | Kirche mit Ausstattung sowie Friedhof mit historischen Grabsteinen | Schulplatz 130 (Karte)               |           |              |    |
| Direkt Bild zu diesem Denkmal hochladen | Hofanlage                                                          | Anger 24                             |           |              |    |
| Direkt Bild zu diesem Denkmal hochladen | Wohnhaus mit Stall                                                 | Gewalt 37/38                         |           |              |    |
| Direkt Bild zu diesem Denkmal hochladen | Hofanlage Fam. Vonhof                                              | Lange Straße 64 und Mittelgasse 64a  |           |              |    |
| Direkt Bild zu diesem Denkmal hochladen | Wohnhaus mit Toranlage                                             | Obergasse 51                         |           |              |    |
| Direkt Bild zu diesem Denkmal hochladen | Hofanlage                                                          | Schenkplatz 78                       |           |              |    |
| Fotos hochladen                         | ehem. Schule                                                       | Schulplatz 132                       |           |              |    |
| Direkt Bild zu diesem Denkmal hochladen | Pflasterstraße mit historischer Alleebepflanzung                   | Straße nach Niedertopfstedt (LIO 41) |           |              |    |

## Kannawurf
Einzeldenkmale
| Bild                                    | Bezeichnung                                         | Lage                      | Datierung | Beschreibung              | ID |
| --------------------------------------- | --------------------------------------------------- | ------------------------- | --------- | ------------------------- | -- |
| weitere Bilder Fotos hochladen          | Kirche mit Ausstattung und Reste der Friedhofsmauer | (Karte)                   |           | St.-Peter-und-Paul-Kirche |    |
| weitere Bilder Fotos hochladen          | Schlossanlage mit Renaissanceschloss                | (Karte)                   |           |                           |    |
| BW                                      | Wohnhaus                                            | Berliner Str. 194 (Karte) |           |                           |    |
| Direkt Bild zu diesem Denkmal hochladen | ehem. Gutshaus                                      | Brauhausstraße 105        |           |                           |    |
| Direkt Bild zu diesem Denkmal hochladen | Fachwerkscheune, Stall, Pflasterung, Pforte         | Hauptstraße 130           |           |                           |    |
| BW                                      | ehem. Schreibersches Gut                            | Im Dom 40 (Karte)         |           |                           |    |
| Direkt Bild zu diesem Denkmal hochladen | ehem. Kantorei                                      | Kirchplatz 112            |           |                           |    |
| BW                                      | Pfarrhaus                                           | Kirchplatz 113 (Karte)    |           |                           |    |
| BW                                      | Wohnhaus                                            | Schenkenplatz 88 (Karte)  |           |                           |    |

## Kindelbrück
Einzeldenkmale
| Bild                                    | Bezeichnung                 | Lage                          | Datierung | Beschreibung | ID |
| --------------------------------------- | --------------------------- | ----------------------------- | --------- | ------------ | -- |
| weitere Bilder Fotos hochladen          | Kirche mit Ausstattung      | Puschkinplatz 2 (Karte)       |           |              |    |
| Direkt Bild zu diesem Denkmal hochladen | Wohnhaus                    | Hunne 1                       |           |              |    |
| Direkt Bild zu diesem Denkmal hochladen | Wohnhaus                    | Ernst-Thälmann-Straße 25      |           |              |    |
| Direkt Bild zu diesem Denkmal hochladen | Hofanlage                   | Ernst-Thälmann-Straße 31      |           |              |    |
| Direkt Bild zu diesem Denkmal hochladen | katholisches Pfarrhaus      | Frömmstedter Straße 1         |           |              |    |
| Fotos hochladen                         | Villa mit Remise und Garten | Frömmstedter Straße 7         |           |              |    |
| Direkt Bild zu diesem Denkmal hochladen | Portal und Okuli            | Goethestraße 2                |           |              |    |
| Direkt Bild zu diesem Denkmal hochladen | Wohnhaus                    | Goethestraße 3                |           |              |    |
| Direkt Bild zu diesem Denkmal hochladen | Renaissanceportal           | Kirchstraße 4                 |           |              |    |
| Direkt Bild zu diesem Denkmal hochladen | Hofanlage                   | Kirchstraße 6                 |           |              |    |
| Direkt Bild zu diesem Denkmal hochladen | Hofanlage                   | Paul-Rödiger-Str. 57          |           |              |    |
| Fotos hochladen                         | Friedhofskapelle            | Paul-Rödiger-Str.             |           |              |    |
| Direkt Bild zu diesem Denkmal hochladen | Wohnhaus                    | Pfortenstraße 20              |           |              |    |
| weitere Bilder Fotos hochladen          | Rathaus                     | Puschkinplatz 1 (Karte)       |           |              |    |
| Direkt Bild zu diesem Denkmal hochladen | Pfarrhaus                   | Puschkinplatz 4               |           |              |    |
| Direkt Bild zu diesem Denkmal hochladen | Wohnhaus                    | Puschkinplatz 5               |           |              |    |
| weitere Bilder Fotos hochladen          | Kriegerdenkmal              | Puschkinplatz                 |           |              |    |
| Fotos hochladen                         | Stadtmauer                  | Koordinaten fehlen! Hilf mit. |           |              |    |
| Direkt Bild zu diesem Denkmal hochladen | Schule                      | Thomas-Müntzer-Str. 1         |           |              |    |
| Direkt Bild zu diesem Denkmal hochladen | Wohnhaus                    | Topfmarkt 12                  |           |              |    |

## Riethgen
Einzeldenkmale
| Bild                                    | Bezeichnung            | Lage                    | Datierung | Beschreibung | ID |
| --------------------------------------- | ---------------------- | ----------------------- | --------- | ------------ | -- |
| weitere Bilder Fotos hochladen          | Kirche mit Ausstattung | Dorfstraße 1 (Karte)    | 1662      |              |    |
| Direkt Bild zu diesem Denkmal hochladen | Hofanlage              | Dorfstraße 10           |           |              |    |
| Direkt Bild zu diesem Denkmal hochladen | ehemaliges Gut         | Thomas-Müntzer-Siedlung |           |              |    |

## Quelle
- Landkreis Sömmerda. (Memento vom 1. Februar 2017 im Internet Archive; PDF; 160 kB) landkreis-soemmerda.de, Auszug aus dem Denkmalbuch des Landes Thüringen